# Национальный антитеррористический комитет (Россия)

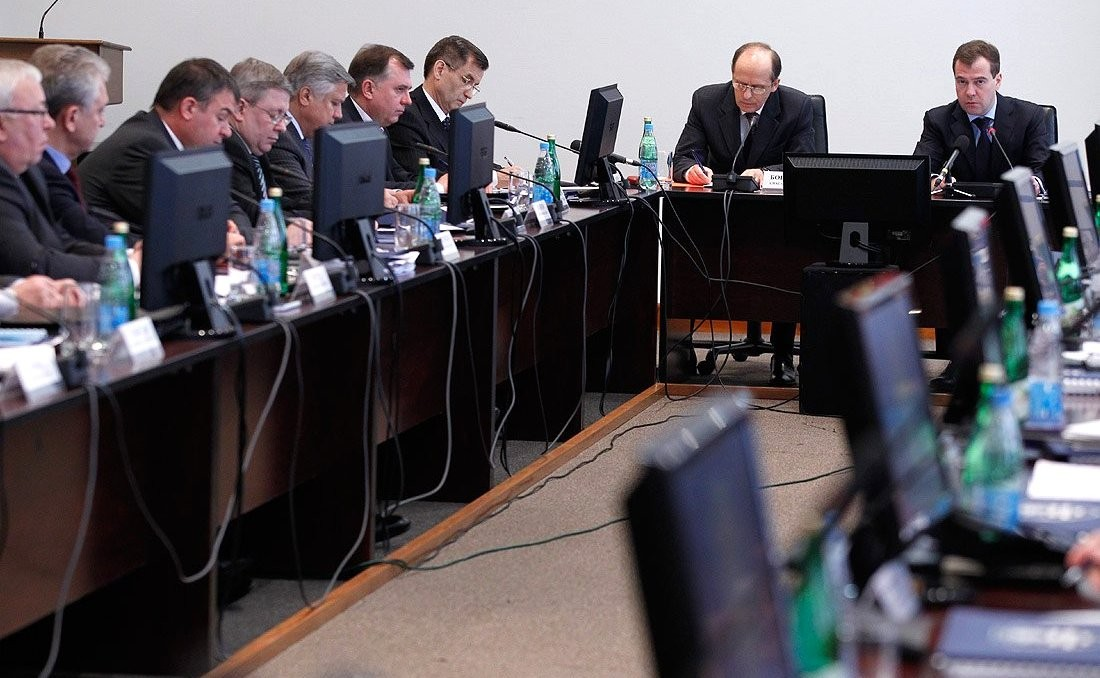
Заседание НАК в 2011 году.

Национальный антитеррористический комитет (НАК) — межведомственный координационный орган Российской Федерации, обеспечивающий координацию деятельности федеральных органов исполнительной власти, органов исполнительной власти субъектов Российской Федерации и органов местного самоуправления по противодействию терроризму.
Образован Указом Президента Российской Федерации от 15 февраля 2006 г. № 116 «О мерах по противодействию терроризму». Этим же Указом утверждено Положение о Национальном антитеррористическом комитете.
Председателем НАК по должности является директор Федеральной службы безопасности Российской Федерации, в настоящее время — генерал армии Александр Васильевич Бортников.
В состав НАК входят руководители почти всех силовых структур, спецслужб, ключевых правительственных ведомств, а также обеих палат парламента России.
Одновременно с созданием НАК в субъектах Российской Федерации для координации деятельности территориальных органов федеральных органов исполнительной власти, органов исполнительной власти субъектов Российской Федерации и органов местного самоуправления по профилактике терроризма, а также по минимизации и ликвидации последствий его проявлений образованы антитеррористические комиссии, которые возглавляют руководители высших исполнительных органов государственной власти субъектов Российской Федерации.
Для организации планирования применения сил и средств федеральных органов исполнительной власти и их территориальных органов по борьбе с терроризмом, а также для управления контртеррористическими операциями в составе НАК образованы Федеральный оперативный штаб, подчиненный Директору ФСБ России, а для управления контртеррористическими операциями в субъектах Российской Федерации — оперативные штабы, которые возглавляют руководители территориальных органов ФСБ в соответствующих субъектах России.
Для организационного и материально-технического обеспечения деятельности комитета, Федерального оперативного штаба и оперативных штабов в субъектах Российской Федерации образованы: в составе ФСБ России — аппарат Национального антитеррористического комитета, в органах федеральной службы безопасности — аппараты соответствующих оперативных штабов.

## Основные задачи НАК
(в соответствии с Положением о НАК)

а) подготовка предложений Президенту Российской Федерации по формированию государственной политики в области противодействия терроризму, а также по совершенствованию законодательства Российской Федерации в этой области;
б) координация деятельности по противодействию терроризму федеральных органов исполнительной власти, антитеррористических комиссий в субъектах Российской Федерации, а также организация их взаимодействия с органами исполнительной власти субъектов Российской Федерации, органами местного самоуправления, общественными объединениями и организациями;
в) разработка мер по противодействию терроризму, устранению способствующих ему причин и условий, в том числе мер по обеспечению защищенности потенциальных объектов террористических посягательств;
г) участие в международном сотрудничестве в области противодействия терроризму, в том числе в подготовке проектов международных договоров Российской Федерации в этой области;
д) подготовка предложений по обеспечению социальной защиты лиц, осуществляющих борьбу с терроризмом и (или) привлекаемых к этой деятельности, а также по социальной реабилитации лиц, пострадавших от террористических актов;
е) решение иных задач, предусмотренных законодательством Российской Федерации, по противодействию терроризму.

## Права НАК
(в соответствии с Положением о НАК)

Для осуществления своих задач Комитет имеет право:
а) принимать решения, касающиеся организации, координации, совершенствования и оценки эффективности деятельности федеральных органов исполнительной власти по противодействию терроризму, а также осуществлять контроль за их исполнением;
б) запрашивать и получать в установленном порядке необходимые материалы и информацию от федеральных органов государственной власти, органов государственной власти субъектов Российской Федерации, органов местного самоуправления, общественных объединений, организаций и должностных лиц;
в) создавать рабочие органы для изучения вопросов, касающихся противодействия терроризму, а также для подготовки проектов соответствующих решений Комитета;
г) привлекать для участия в работе Комитета должностных лиц и специалистов федеральных органов государственной власти, органов государственной власти субъектов Российской Федерации, органов местного самоуправления, а также представителей общественных объединений и организаций (с их согласия);
д) вносить в установленном порядке предложения по вопросам, требующим решения Президента Российской Федерации или Правительства Российской Федерации.

## Состав НАК по должностям
Состав Национального антитеррористического комитета по должностям, утверждённый Указом Президента Российской Федерации № 1258 от 2 сентября 2012 года:
1. Директор ФСБ России (председатель Комитета).
2. Министр внутренних дел Российской Федерации (заместитель председателя Комитета).
3. Заместитель директора ФСБ России — руководитель аппарата Национального антитеррористического комитета (заместитель председателя Комитета).
4. Заместитель Председателя Правительства Российской Федерации — полномочный представитель Президента Российской Федерации в Северо-Кавказском федеральном округе.
5. Первый заместитель Руководителя Администрации Президента Российской Федерации.
6. Первый заместитель Председателя Совета Федерации Федерального Собрания Российской Федерации (по согласованию).
7. Первый заместитель Председателя Государственной Думы Федерального Собрания Российской Федерации (по согласованию).
8. Министр Российской Федерации по делам гражданской обороны, чрезвычайным ситуациям и ликвидации последствий стихийных бедствий.
9. Министр иностранных дел Российской Федерации.
10. Министр обороны Российской Федерации.
11. Министр юстиции Российской Федерации.
12. Министр здравоохранения Российской Федерации.
13. Министр промышленности и торговли Российской Федерации.
14. Министр связи и массовых коммуникаций Российской Федерации.
15. Министр транспорта Российской Федерации.
16. Министр энергетики Российской Федерации.
17. Директор СВР России.
18. Директор ФСО России.
19. Директор Росфинмониторинга.
20. Начальник Генерального штаба Вооружённых Сил Российской Федерации — первый заместитель Министра обороны Российской Федерации.
21. Заместитель Секретаря Совета Безопасности Российской Федерации.
22. Председатель Следственного комитета Российской Федерации.

## Состав Федерального оперативного штаба по должностям
Состав Федерального оперативного штаба по должностям, утверждённый Указом Президента Российской Федерации от 15 февраля 2006 г. № 116
1. Руководитель штаба
2. Министр внутренних дел Российской Федерации (заместитель руководителя штаба)
3. Заместитель директора ФСБ России, заместитель председателя Национального антитеррористического комитета — руководитель аппарата Комитета (заместитель руководителя штаба), в соответствии с Указом Президента Российской Федерации от 2 августа 2006 г. № 832с — Заместитель директора ФСБ России — руководитель аппарата Национального антитеррористического комитета (заместитель руководителя штаба)
4. Министр обороны Российской Федерации.
5. Министр Российской Федерации по делам гражданской обороны, чрезвычайным ситуациям и ликвидации последствий стихийных бедствий
6. Министр иностранных дел Российской Федерации
7. Директор СВР России
8. Директор ФСВНГ России
9. Директор ФСО России
10. Директор Росфинмониторинга
11. Начальник Генерального штаба Вооруженных Сил Российской Федерации — первый заместитель Министра обороны Российской Федерации (включен Указом Президента Российской Федерации от 8 августа 2008 г. № 1188)
12. Заместитель Секретаря Совета Безопасности Российской Федерации
13. Первый заместитель Министра внутренних дел Российской Федерации — главнокомандующий внутренними войсками МВД России.
14. Председатель Следственного комитета Российской Федерации.

## Состав антитеррористической комиссии в субъекте Российской Федерации по должностям
Состав антитеррористической комиссии в субъекте Российской Федерации по должностям, утверждённый Указом Президента Российской Федерации от 15 февраля 2006 г. № 116 (с изменениями внесенными указами Президента РФ от 27 июня 2014 г. № 479, 26 июня 2013 г. № 579, 2 сентября 2012 г. № 1258, 8 октября 2010 г. № 1222, 22 апреля 2010 г. № 500, 10 ноября 2009 г. № 1267, 4 июня 2009 г. № 631, 8 августа 2008 г. № 1188, 29 февраля 2008 г. № 284, 4 ноября 2007 г. № 1470, 2 августа 2006 г. № 832с)
1. Высшее должностное лицо (руководитель высшего исполнительного органа государственной власти) субъекта Российской Федерации (председатель комиссии)
2. Начальник территориального органа ФСБ России (заместитель председателя комиссии)
3. Представитель законодательного (представительного) органа государственной власти субъекта Российской Федерации (по согласованию)
4. Начальник территориального органа МВД России
5. Начальник Главного управления МЧС России по субъекту Российской Федерации
6. Начальник территориального органа ФСКН России (включен Указом Президента Российской Федерации от 8 августа 2008 г. № 1188)
7. Начальник Центра специальной связи и информации ФСО России в субъекте Российской Федерации[4]

## Состав оперативного штаба в субъекте Российской Федерации по должностям
Состав оперативного штаба в субъекте Российской Федерации по должностям, утверждённый Указом Президента РФ от 15.02.2006 N 116 (ред. от 25.11.2019) «О мерах по противодействию терроризму» (вместе с «Положением о Национальном антитеррористическом комитете»)
1. Начальник территориального органа ФСБ России (руководитель штаба)
2. Начальник территориального органа МВД России (заместитель руководителя штаба)
3. Начальник Главного управления МЧС России по субъекту Российской Федерации
4. Представитель Вооруженных Сил Российской Федерации (по согласованию)
5. Начальник Центра специальной связи и информации ФСО России в субъекте Российской Федерации
6. Заместитель высшего должностного лица (руководителя высшего исполнительного органа государственной власти) субъекта Российской Федерации
7. Начальник территориального органа Росгвардии
8. Руководитель следственного органа Следственного комитета

Состав оперативного штаба в Чеченской Республике по должностям, утверждённый Указом Президента Российской Федерации от 15 февраля 2006 г. № 116 (в редакции Указа Президента РФ от 2 августа 2006 г. № 832с),  утратил силу в связи с Указом Президента Российской Федерации от 10 ноября 2009 г. № 1267 с 1 октября 2009 г.
1. Заместитель Министра внутренних дел Российской Федерации (руководитель штаба)
2. Президент Чеченской Республики
3. Начальник Управления ФСБ России по Чеченской Республике (первый заместитель руководителя штаба)
4. Командующий Объединённой группировкой войск (сил) по проведению контртеррористических операций на территории Северо-Кавказского региона Российской Федерации (заместитель руководителя штаба)
5. Командующий войсками Северо-Кавказского военного округа
6. Командующий войсками Северо-Кавказского округа внутренних войск МВД России, в соответствии с Указом Президента Российской Федерации от 29 февраля 2008 г. № 284 — Командующий войсками Северо-Кавказского регионального командования внутренних войск МВД России
7. Первый заместитель командующего Объединённой группировкой войск (сил) по проведению контртеррористических операций на территории Северо-Кавказского региона Российской Федерации, назначаемый от МВД России
8. Первый заместитель командующего Объединённой группировкой войск (сил) по проведению контртеррористических операций на территории Северо-Кавказского региона Российской Федерации, назначаемый от Вооруженных Сил Российской Федерации
9. Заместитель руководителя Службы по защите конституционного строя и борьбе с терроризмом — начальник Оперативно-координационного управления по Северному Кавказу ФСБ России
10. Заместитель руководителя Департамента — начальник временной оперативной группы в Северо-Кавказском регионе Департамента военной контрразведки ФСБ России
11. Начальник Северо-Кавказского пограничного управления ФСБ России
12. Начальник Южного регионального центра МЧС России
13. Начальник Управления специальной связи и информации ФСО России в Южном федеральном округе
14. Начальник Федерального управления Минюста России по Южному федеральному округу
15. Военный комендант Чеченской Республики
16. Начальник Пограничного управления ФСБ России по Чеченской Республике
17. Начальник Главного управления МЧС России по Чеченской Республике
18. Начальник Управления ФСКН России по Чеченской Республике (включен Указом Президента Российской Федерации от 8 августа 2008 г. № 1188)
19. Начальник Центра специальной связи и информации ФСО России в Чеченской Республике
20. Начальник Управления ФСИН России по Чеченской Республике
21. Министр внутренних дел Чеченской Республики
22. Командир войсковой части 22536[6]

## Борьба с терроризмом на Северном Кавказе
Борьба с терроризмом представляет собой деятельность органов государственной власти, силовых ведомств и спецслужб по выявлению, предупреждению, пресечению, раскрытию и расследованию террористического акта.
На этапе становления правовых основ противодействия терроризму управление контртеррористическими операциями на Северном Кавказе, планирование применения сил и средств по обнаружению террористических организаций и групп, их лидеров и лиц, участвующих в организации и осуществлении терактов на территории Северного Кавказа, а также по пресечению их деятельности осуществляли Оперативный штаб по управлению контртеррористическими операциями на территории Северо-Кавказского региона России и Региональный оперативный штаб, деятельность которых регулировалась президентскими указами от 22 января 2001 г. N 61 и от 30 июня 2003 г. N 715.
Комиссия по вопросам координации деятельности федеральных органов исполнительной власти в Южном федеральном округе, созданная после бесланских событий в сентябре 2004, была преобразована в Комиссию по вопросам улучшения социально-экономического положения в ЮФО. Этой комиссией в тот период времени руководил полномочный представитель Президента в ЮФО Дмитрий Козак.
В августе 2006 г. руководитель НАК Николай Патрушев на совещании глав субъектов ЮФО, которые одновременно являются руководителями антитеррористических комиссий в своих регионах, заявил, что, хотя террористическое подполье в Чечне удалось разгромить, оперативная обстановка в ЮФО сохраняется напряжённой. По его словам, «успешные контртеррористические операции послужили толчком для переноса террористической деятельности в сопредельные с Чечнёй регионы». Участились теракты в Ингушетии и Северной Осетии, население которых усиленно вооружается. Возросло количество преступлений, связанных с незаконным оборотом оружия. Вновь обострились отношения между Ингушетией и Северной Осетией. Летом 2006 в населённых пунктах на административной границе между республиками была совершена целая серия убийств и взрывов.
За прошедшее время органами государственной власти были предприняты значительные усилия по нормализации обстановки в Северо-Кавказском федеральном округе, реализованы меры, направленные на совершенствование общегосударственной системы противодействия терроризму.
9 декабря 2014 года на совместном заседании НАК и ФОШ Председателем Комитета, Директором ФСБ России А. В. Бортниковым было отмечено, что в результате реализации скоординированных силовых и профилактических мероприятий в 2014 году произошло практически трехкратное сокращение количества преступлений террористической направленности по сравнению с аналогичным периодом прошлого года. Если в 2013 году совершено 218 преступлений такого рода, то в 2014 году — 78. Однако обстановка в Российской Федерации в сфере противодействия терроризму продолжает оставаться напряженной. Сохраняется активность северокавказского бандподполья и международного терроризма.
В борьбе с терроризмом в Российской Федерации непосредственно участвуют все силовые структуры, правоохранительные органы и специальные службы. В состав ФОШ включено руководство ФСБ России, МВД России, Минобороны России, МЧС России, МИД России, СВР России, ФСКН России, ФСО России, Росфинмониторинга, Генштаба ВС России, СК России и заместитель Секретаря Совбеза России.
В соответствии с Федеральным законом «О федеральной службе безопасности» борьба с терроризмом и преступностью является одним из основных направлений деятельности органов ФСБ России. Органы безопасности и их подразделения в установленном законом порядке осуществляют борьбу с терроризмом посредством проведения оперативно-боевых и иных мероприятий, в ходе которых выявляют, предупреждают, пресекают, раскрывают и расследуют террористические акты.
Указанную деятельность органы безопасности осуществляют в непосредственном взаимодействии с правоохранительными органами. В соответствии с федеральным законодательством перед подразделениями полиции и внутренних войск стоят задачи по участию в мероприятиях по противодействию терроризму, пресечению актов терроризма, в обеспечении правового режима КТО, а также в обеспечении защиты потенциальных объектов террористических посягательств и мест массового пребывания граждан, в проведении экспертной оценки состояния антитеррористической защищенности и безопасности объектов. Так, в 2014 году в результате осуществления вышеназванной деятельности правоохранительным органам и спецслужбам удалось предотвратить 59 преступлений террористической направленности, в том числе 8 готовившихся терактов. К отказу от террористической деятельности удалось склонить 30 лиц, ранее связанных с бандподпольем.
Вместе с тем, борьба с терроризмом включает комплекс специальных, оперативно-боевых, войсковых и иных мероприятий с применением боевой техники, оружия и специальных средств по пресечению террористического акта, обезвреживанию террористов, обеспечению безопасности физических лиц, организаций и учреждений, а также по минимизации последствий террористического акта. Пресечение террористического акта осуществляется силами и средствами органов федеральной службы безопасности, а также создаваемой группировки сил и средств. В состав такой группировки могут включаться подразделения Вооруженных Сил России, подразделения федеральных органов исполнительной власти, ведающих вопросами безопасности, обороны, внутренних дел, юстиции, гражданской обороны, защиты населения и территорий от чрезвычайных ситуаций, обеспечения пожарной безопасности и безопасности людей на водных объектах, и других федеральных органов исполнительной власти, а также подразделения органов исполнительной власти субъектов Российской Федерации. В результате контртеррористических операций и оперативно-боевых мероприятий на Северном Кавказе в 2014 году нейтрализованы 233 бандита, в том числе 38 главарей. Задержаны 637 членов бандподполья и их пособников. Из незаконного оборота изъято 272 самодельных взрывных устройства, значительное количество огнестрельного оружия и иных средств поражения.
Особая роль в деятельности правоохранительных органов отводится расследованию террористических актов и иных преступлений террористической направленности. В 2014 году уголовное наказание понесли 219 преступников, в их числе 4 фигуранта уголовного дела по террористическим актам в г. Волгограде.
Помимо изложенного, согласно Федеральному закону «О противодействии терроризму» организационные основы противодействия терроризму включают вопросы информирования населения в данной сфере. В целях своевременного информирования населения о возникновении угрозы террористического акта и организации деятельности по противодействию его совершению, законодательством предусмотрен ряд организационно-правовых мер. Указом Президента Российской Федерации от 14 июня 2012 г. № 851 утвержден Порядок установления уровней террористической опасности, предусматривающих принятие дополнительных мер по обеспечению безопасности личности, общества и государства. При определённых условиях и соответствующих основаниях может быть установлен повышенный («синий»); высокий («желтый»); критический («красный») уровень.
Для качественного выполнения боевых задач в рассматриваемой сфере пристальное внимание уделяется мерам профилактики терроризма, которые включают различные мероприятия, например, так называемые антитеррористические учения (командно-штабные тренировки и тактико-специальные учения, в том числе международные.
По итогам заседания (09.11.20) Федерального оперативного штаба под руководством председателя НАК, директора ФСБ России Александра Бортникова с начала 2020 года на Северном Кавказе предотвращено 15 терактов, нейтрализовано 35 боевиков, задержано 53 бандита и ликвидировано 23 ячейки международных террористических организаций.

## Закон «О противодействии терроризму»
В конце ХХ — начале XXI века значительно возросла степень опасности террористических вызовов. Терроризм превратился в фактор, представляющий серьёзную угрозу как национальной безопасности отдельных государств, так и международной безопасности в целом.
Главными задачами террористов стало осуществление масштабных разрушений, сопровождающихся как можно большим количеством человеческих жертв, создание атмосферы напряженности и страха в обществе и оказание, тем самым, давления на органы государственной власти и местного самоуправления с целью принятия нужных террористам решений.
В Российской Федерации терроризм стал также инструментом негативного воздействия на основы конституционного строя страны и нарушения её территориальной целостности. Это со всей очевидностью показали события в Северо-Кавказском регионе, инспирированные международными террористическими организациями и политическими кругами ряда зарубежных стран.
Эскалация террористической угрозы обусловила необходимость принятия в 2006 году комплекса адекватных контрмер и создания принципиально новой общегосударственной системы противодействия терроризму.
В целях совершенствования государственного управления в области противодействия терроризму 15 февраля 2006 года Президентом России Владимиром Путиным был издан Указ «О мерах по противодействию терроризму» № 116, а 6 марта 2006 года Государственной Думой России был принят Федеральный закон «О противодействии терроризму» № 35-ФЗ. Данные правовые акты составили правовую основу противодействия терроризму.
В Федеральном законе в частности были установлены основные принципы противодействия терроризму, правовые и организационные основы профилактики терроризма и борьбы с ним, минимизации и (или) ликвидации последствий проявлений терроризма, а также правовые и организационные основы применения Вооруженных Сил Российской Федерации в борьбе с терроризмом. Закреплены вопросы международного сотрудничества России в области борьбы с терроризмом.
В законе впервые сформулированы и легально закреплены определения таких ключевых понятий как «терроризм», «террористическая деятельность», «антитеррористическая защищенность объекта (территории)», «контртеррористическая операция» «противодействие терроризму», «террористический акт», «террористическая деятельность»:
1) терроризм — идеология насилия и практика воздействия на принятие решения органами государственной власти, органами местного самоуправления или международными организациями, связанные с устрашением населения и (или) иными формами противоправных насильственных действий;
2) террористическая деятельность — деятельность, включающая в себя:
а) организацию, планирование, подготовку, финансирование и реализацию террористического акта;
б) подстрекательство к террористическому акту;
в) организацию незаконного вооруженного формирования, преступного сообщества (преступной организации), организованной группы для реализации террористического акта, а равно участие в такой структуре;
г) вербовку, вооружение, обучение и использование террористов;
д) информационное или иное пособничество в планировании, подготовке или реализации террористического акта;
е) пропаганду идей терроризма, распространение материалов или информации, призывающих к осуществлению террористической деятельности либо обосновывающих или оправдывающих необходимость осуществления такой деятельности;
3) террористический акт — совершение взрыва, поджога или иных действий, устрашающих население и создающих опасность гибели человека, причинения значительного имущественного ущерба либо наступления иных тяжких последствий, в целях дестабилизации деятельности органов власти или международных организаций либо воздействия на принятие ими решений, а также угроза совершения указанных действий в тех же целях;
4) противодействие терроризму — деятельность органов государственной власти и органов местного самоуправления, а также физических и юридических лиц по:
а) предупреждению терроризма, в том числе по выявлению и последующему устранению причин и условий, способствующих совершению террористических актов (профилактика терроризма);
б) выявлению, предупреждению, пресечению, раскрытию и расследованию террористического акта (борьба с терроризмом);
в) минимизации и (или) ликвидации последствий проявлений терроризма;
5) контртеррористическая операция — комплекс специальных, оперативно-боевых, войсковых и иных мероприятий с применением боевой техники, оружия и специальных средств по пресечению террористического акта, обезвреживанию террористов, обеспечению безопасности физических лиц, организаций и учреждений, а также по минимизации последствий террористического акта;
6) антитеррористическая защищенность объекта (территории) — состояние защищенности здания, строения, сооружения, иного объекта, места массового пребывания людей, препятствующее совершению террористического акта. При этом под местом массового пребывания людей понимается территория общего пользования поселения или городского округа, либо специально отведенная территория за их пределами, либо место общего пользования в здании, строении, сооружении, на ином объекте, на которых при определённых условиях может одновременно находиться более пятидесяти человек.